# Wilsdruff
Wilsdruff é um município da Alemanha, situado no distrito de Sächsische Schweiz-Osterzgebirge, no estado da Saxônia. Tem 81,69 km² de área, e sua população em 2019 foi estimada em 14.237 habitantes.